# Назион
Назион, или верхненосовая точка (лат. nasion) — антропометрическая точка на черепе человека, являющаяся местом пересечения носолобного шва (места соединения лобной кости с носовыми) с сагиттальной плоскостью.
Является самой глубокой точкой носолобной впадины. В качестве антропометрического ориентира и точка привязки для мягких тканей, назион соответствует наиболее вогнутой точке на спинке носа.
Расположение данной точки оценивается в двух аспектах. По вертикальной плоскости определяется ширина (или уровень) как расстояние от назиона до франкфуртской линии. По горизонтальной плоскости определяется глубина/высота — как расстояние от назиона до надпереносья (glabella) либо же как длина от назиона до плоскости роговицы глаза.